# Alfonso Sosa
Luis Alfonso Sosa Cisneros (Guadalajara, Jalisco, México, 5 de octubre de 1967) es un exfutbolista y entrenador mexicano, actualmente es director técnico del club Leones Negros de la Universidad de Guadalajara, de la Liga de Expansión MX.
En su etapa como jugador, se desempeñó como mediocampista y militó en clubes como Leones Negros, Puebla, León, Monterrey, Cruz Azul, Pachuca, Querétaro y San Luis, todos de la Primera División de México, ahora Liga MX.
Como entrenador, Sosa es reconocido por su estilo ordenado y por haber conseguido el ascenso de diversos equipos a la máxima categoría del fútbol mexicano. Además, Sosa cuenta con una Licenciatura en Derecho de la Universidad de Guadalajara.

## Trayectoria como jugador
Debutó en Primera División en la victoria como local de la Universidad de Guadalajara 2-0 sobre Monterrey, en juego de la Jornada 1 del torneo Prode 85. Campeón de Copa con los Leones Negros en la temporada 1990-91 y campeón de Liga con Pachuca en los torneos Invierno 1999 y Invierno 2001. Participó en la Copa Merconorte 2000 y salió Campeón de la Copa de Clubes de la Concacaf 2002, en ambas justas con los Tuzos. Para 1993 pasa al Puebla y en 1995 fue vendido al León. El Invierno 1997 lo jugó con el Monterrey y en el Invierno 98 pasa al Cruz Azul. En el Invierno 1999 es transferido al Pachuca y en el Apertura 2003 pasa a los Gallos Blancos de Querétaro. Se retira de las canchas al finalizar el Clausura 2004, aunque su partido de despedida fue con el Pachuca en el torneo Cuna del Fútbol Mexicano, un poco antes de iniciar el Apertura 2004.

## Trayectoria como director técnico
Fue entrenador de los Leones Negros de la Primera División de México, después de derrotar en penales al campeón del Clausura 2014 Estudiantes Tecos de la UAG en la Final de Ascenso 2014 de la Liga de Ascenso de México. Después dirigió al Club Necaxa para el torneo Clausura 2016 de la Liga de Ascenso, mismo que el 20 de mayo del 2016 consigue su ascenso a la Liga MX después de vencer a FC Juárez en la final por el ascenso 2016. En su primer torneo en Primera División consiguió llevar al Necaxa a semifinales donde fueron derrotados por el Club América. 
En 2018 Llegó al San Luis dónde consiguió llevar al club a la Liga BBVA MX tras lograr un Bicampeonato en el Apertura 2018 y el Clausura 2019, el 4 de septiembre de 2019 fue relevado de su cargo por cuestiones administrativas.

## Clubes

### Como jugador
| Club                            | País                | Año         | Partidos | Goles | Media |
| ------------------------------- | ------------------- | ----------- | -------- | ----- | ----- |
| Club Universidad de Guadalajara | México              | 1985 - 1993 | 216      | 18    | 0.08  |
| Puebla FC                       | México              | 1993 - 1995 | 69       | 1     | 0.01  |
| Club León                       | México              | 1995 - 1997 | 67       | 4     | 0.06  |
| Club de Fútbol Monterrey        | México              | 1997 - 1998 | 34       | 0     | 0     |
| Cruz Azul                       | México              | 1998 - 1999 | 30       | 2     | 0.07  |
| Club de Fútbol Pachuca          | México              | 1999 - 2003 | 116      | 0     | 0     |
| Querétaro Fútbol Club           | México              | 2003 - 2004 | 32       | 0     | 0     |
| Total en su carrera             | Total en su carrera | 1985 - 2004 | 564      | 25    | 0.04  |

### Como entrenador
Datos actualizados al último partido dirigido el 1 de mayo de 2021.
| Club                            | País   | Año         | PJ  | PG  | PE | PP | Rend%  |
| ------------------------------- | ------ | ----------- | --- | --- | -- | -- | ------ |
| Club Universidad de Guadalajara | México | 2011 - 2015 | 138 | 47  | 42 | 49 | 44.2%  |
| Club Necaxa                     | México | 2016 - 2017 | 75  | 34  | 24 | 17 | 56%    |
| San Luis                        | México | 2018 - 2019 | 67  | 33  | 21 | 13 | 59.7%  |
| Club Necaxa                     | México | 2020        | 16  | 4   | 4  | 8  | 33.33% |
| Fútbol Club Juárez              | México | 2021        | 7   | 2   | 0  | 5  | 28.57% |
| Total                           | Total  | Total       | 304 | 120 | 91 | 93 | 49.45% |

## Selección nacional

### Participaciones en Copa Oro
| Copa                            | Sede           | Resultado        |
| ------------------------------- | -------------- | ---------------- |
| Copa de Oro de la Concacaf 2002 | Estados Unidos | Cuartos de final |

### Partidos internacionales
| #  | Fecha                 | Rival          | Sede             | Estadio                | Resultado | Competición                     |
| -- | --------------------- | -------------- | ---------------- | ---------------------- | --------- | ------------------------------- |
| 1  | 29 de marzo de 1988   | El Salvador    | Ciudad de México | Estadio Azulgrana      | 8-0       | Amistoso                        |
| 2  | 26 de abril de 1988   | Honduras       | Tamaulipas       | Estadio Marte R. Gómez | 4-1       | Amistoso                        |
| 3  | 14 de febrero de 1989 | Polonia        | Puebla           | Estadio Cuauhtémoc     | 3-1       | Amistoso                        |
| 4  | 21 de febrero de 1989 | Guatemala      | Los Ángeles      | Memorial Coliseum      | 2-1       | Copa Amistad                    |
| 5  | 23 de febrero de 1989 | El Salvador    | Los Ángeles      | Memorial Coliseum      | 2-0       | Copa Amistad                    |
| 6  | 17 de enero de 1990   | Argentina      | Los Ángeles      | Memorial Coliseum      | 2-0       | Amistoso                        |
| 7  | 20 de marzo de 1990   | Uruguay        | Los Ángeles      | Memorial Coliseum      | 2-1       | Amistoso                        |
| 8  | 29 de enero de 1991   | Colombia       | León             | Nou Camp               | 0-0       | Amistoso                        |
| 9  | 12 de marzo de 1991   | Estados Unidos | Los Ángeles      | Memorial Coliseum      | 2-2       | Copa NAFC 1991                  |
| 10 | 14 de marzo de 1991   | Canadá         | Los Ángeles      | Memorial Coliseum      | 3-0       | Copa NAFC 1991                  |
| 11 | 9 de abril de 1991    | Chile          | Veracruz         | Luis Pirata Fuente     | 1-0       | Amistoso                        |
| 12 | 19 de enero de 2002   | El Salvador    | Pasadena         | Estadio Rose Bowl      | 1-0       | Copa de Oro de la Concacaf 2002 |
| 13 | 21 de enero de 2002   | Guatemala      | Pasadena         | Estadio Rose Bowl      | 3-0       | Copa de Oro de la Concacaf 2002 |
| 14 | 26 de enero de 2002   | Corea del Sur  | Pasadena         | Estadio Rose Bowl      | 0-0       | Copa de Oro de la Concacaf 2002 |

### Goles internacionales
| # | Fecha               | Rival       | Marcador | Resultado | Competición |
| - | ------------------- | ----------- | -------- | --------- | ----------- |
| 1 | 26 de abril de 1988 | Honduras    | 4-1      | 4-1       | Amistoso    |
| 2 | 29 de marzo de 1988 | El Salvador | 3-0      | 8-0       | Amistoso    |

## Palmarés

### Como jugador

#### Campeonatos nacionales
| Título          | Club                       | País   | Año     |
| --------------- | -------------------------- | ------ | ------- |
| Copa México     | Universidad de Guadalajara | México | 1990/91 |
| Torneo Invierno | Pachuca                    | México | 2001    |

#### Campeonatos internacionales
| Título    | Club               | País           | Año  |
| --------- | ------------------ | -------------- | ---- |
| Copa NAFC | Selección Mexicana | Estados Unidos | 1991 |

### Como entrenador

#### Campeonatos nacionales
| Título             | Club              | País   | Año           |
| ------------------ | ----------------- | ------ | ------------- |
| Ascenso MX         | Leones Negros     | México | Apertura 2013 |
| Final Ascenso MX   | Leones Negros     | México | 2013-14       |
| Ascenso MX         | Necaxa            | México | Clausura 2016 |
| Campeón de Ascenso | Necaxa            | México | 2015-16       |
| Ascenso MX         | Atlético San Luis | México | Apertura 2018 |
| Campeón de Ascenso | Atlético San Luis | México | 2018-19       |